# Casineria
Casineria is een geslacht van uitgestorven tetrapoden dat ongeveer 340-334 miljoen jaar geleden leefde in het Mississippien van het Carboon. De geslachtsnaam Casineria is een latinisering van Cheese Bay, de plaats in de buurt van Edinburgh, Schotland, waar het fossiel van het holotype werd gevonden. Toen het oorspronkelijk werd beschreven in 1999, werd het geïdentificeerd als een overgangsfossiel dat bekend staat om zijn mix van basale (amfibieachtige) en geavanceerde (reptielachtige) kenmerken, waardoor het op of zeer dicht bij de oorsprong van de Amniota ligt, de groep die alle zoogdieren bevat, de vogels, de moderne reptielen en alle andere afstammelingen van hun reptielachtige gemeenschappelijke voorouder. Het enige bekende fossiel mist echter belangrijke elementen zoals een schedel, wat een exacte analyse moeilijk maakt. Als gevolg hiervan is de classificatie van Casineria tamelijk controversieel geweest in analyses die sinds 1999 zijn uitgevoerd. Andere voorgestelde affiniteiten zijn een plaatsing tussen de lepospondylen, seymouriamorfen, gephyrostegiden of als een synoniem van Caerorhachis, een andere controversiële tetrapode die een vroeg lid van de Temnospondyli kan zijn geweest.

## Ontdekking
In 1992 ontdekte de amateurpaleontoloog Nicolas Kidd de overblijfselen van deze tetrapode aan de kust van Cheese Bay in Schotland. De volgende vijf jaar kwijnde het fossiel weg in het National Museum of Scotland in Edinburgh, terwijl onderzoekers zich op andere projecten concentreerden. Bestaande uit een plaat en een tegenplaat (compressiefossiel) van een enkel gedeeltelijk skelet, werd het fossiel gecatalogiseerd met de specimenaanduiding NMS G.1993.54.1. Rond 1997 begon het werk om de rest van het fossiel uit de omringende matrix bloot te leggen. Het werk onthulde dat het dier waarschijnlijk in een omgeving leefde die veel droger was dan eerder werd aangenomen. 
De bevindingen werden voor het eerst gerapporteerd in Nature op 8 april 1999 toen Paton, Smithson & Clack de typesoort Casineria kiddi benoemden. De geslachtsnaam betekent 'die van de kaas' in het Latijn, een verwijzing naar Cheese Bay. De soortaanduiding eert Kidd als ontdekker.
Het holotype NMS G1993.54.1 is gevonden in een laag van de Gullaneformatie die dateert uit het Asbian. Het bestaat uit een skelet met schedel. Van de schedel is echter alleen een dentarium van een onderkaak over.

## Beschrijving
Casineria was een klein dier met een postcraniale lengte van naar schatting vijftien centimeter. Zijn kleine formaat zou het ideaal hebben gemaakt voor de jacht op de ongewervelde dieren van het Carboon.
Casineria had vijf vingers, waarbij de botten aan de vingertop taps toelopend en gebogen waren. Dit bracht de eerste beschrijvers ertoe te beweren dat het het oudst bekende dier was met klauwen aan de hand of de voet. Klauwen zijn uiterst zeldzaam onder 'amfibieën' (tetrapoden met een zwemmende larvale fase), maar alomtegenwoordig onder Amniota, dus hun vermeende aanwezigheid bij Casineria wordt beschouwd als bewijs voor zijn amniote identiteit. Klauwen zijn ook een kenmerk dat nauw verbonden is met de vorming van keratineachtige schubben bij reptielen, dus bij leven zou Casineria een geschubde, reptielachtige huid hebben gedragen en zou hij op een kleine hagedis hebben geleken (ondanks dat het volledig geen verband houdt met echte hagedissen).
Onder de hypothese dat het een van de eerste amnioten in biologische zin betrof, zou het wijfje een vruchtwaterei hebben gelegd dat niet afhankelijk was van het leggen in water om te overleven, mogelijk verborgen in vochtige vegetatie of uitgeholde boomstronken. Dit is afgeleid uit het feit dat Casineria werd gevonden in rotsen met een nogal droge omgeving. In de vroege Carboonperiode vóór het verschijnen van Casineria waren gewervelde dieren voornamelijk aquatisch en brachten ze slechts een deel van hun tijd op het land door. Men geloofde dat Casineria een van de eerste gewervelde dieren was die op het land leefde en zich daar voortplantte.
Latere studies hebben Casineria echter niet consequent als een vroege amniote geplaatst. Zelfs de aanwezigheid van klauwen werd als twijfelachtig beschouwd, aangezien Marjanovic & Laurin (2019) opmerkten dat de vingertoppen vierkant waren in plaats van puntig.

## Fylogenie
Hoewel Casineria een algemene bouw behoudt zoals die gevonden wordt in de 'amfibische' reptiliomorfe groepen als Seymouriamorpha en Diadectomorpha, vertoont Casineria ook kenmerken die het verbinden met vroege reptielen, met name een over het algemeen gracieus gebouwd lijf met lichte beenbotten, niet-gefuseerde enkels en tenen die eindigen in klauwen. Dit zou het dier in staat stellen om zijn voeten actief te gebruiken bij het afzetten, in plaats van als houvast, een indicatie van een voornamelijk bodembewonende levensstijl. Deze eigenschappen zijn aangevoerd om aan te tonen dat het nauwer verwant was aan amnioten dan aan andere bekende reptiliomorfe 'amfibieën'.
Met zijn geavanceerde kenmerken was Casineria misschien een van de eerste echte amnioten en dus het eerste 'reptiel' onder de traditionele classificatie. In fylogenetische taal zou het een stamamnioot zijn geweest, dichtbij, maar buiten de kroongroep Amniota (de groep bestaande uit de laatste gemeenschappelijke voorouder van synapsiden en sauropsiden en al zijn nakomelingen). Casineria verlengt de oorsprong van amniote lijnen tot een veel grotere ouderdom dan eerder werd aangenomen. Echter, zoals met veel van de basale tetrapoden, is de fylogenetische positie onzeker, en er is ook gesuggereerd dat Casineria een lepospondyl, seymouriamorf synoniem is samen met Caerorhachis (wat mogelijk een basale temnospondyle 'amfibie' is), of een deel van een 'ontwikkelingsgraad' van kleine tetrapoden die traditioneel werden beschouwd als de familie Gephyrostegidae.